# Зечу, Марьян
Тудор Марьян Зечу (рум. Tudor Marian Zeciu, арм. Մարիան Զեչիու, родился 25 февраля 1977 в Бухаресте) — армянский футболист румынского происхождения, выступавший на позициях защитника и опорного полузащитника.

## Биография

### Клубная карьера
Зечу начинал карьеру в бухарестском клубе «Ювентус» (ныне «Дако-Джетика»), с которым вышел во Вторую лигу Румынии. В сезоне 2001/2002 выступал в румынском чемпионате за «Электромагнетику» (ныне дубль бухарестского «Рапида»), позже вернулся в «Ювентус». Сезон 2003/2004 провёл в составе команды «Пюник» чемпионата Армении, с которой дважды выигрывал Армянскую Премьер-Лигу в 2003 и 2004 годах, а также выигрывал Кубок Армении в 2004 году.
В Лиге чемпионов УЕФА 2003/2004 Зечу в составе «Пюника» участвовал в исторической для клуба домашней встрече 1-го квалификационного раунда против «Рейкьявика», в которой гол Левона Пачаджяна принёс победу армянской команде, а в ответной встрече армяне сыграли вничью 1:1 и вышли в следующий раунд. С командой выступал в Кубке Содружества 2004.
В розыгрыше Кубка Армении Зечу забил по голу в двухматчевом противостоянии против дубля «Пюника» (победы 3:0 и 5:0); в финале, в котором «Пюник» по пенальти одержал победу над «Бананцем», отметился жёлтой карточкой. Позже выступал в Румынии за «Оцелул» в Первой лиге, «Чахлэул» в Первой лиге, «Ювентус» в Третьей лиге и «Снагов», с которым из Третьей лиги вышел во Вторую. Всего за игровую карьеру сыграл более 100 матчей в Первой лиге Румынии. Карьеру завершил по окончании сезона 2011/2012. В 2014—2017 годах тренировал бухарестский «Ювентус».

### Карьера в сборной
Зечу является одним из натурализованных футболистов сборной Армении. Пройдя процедуру натурализации в преддверии осенних отборочных игр Евро-2004, Зечу дебютировал матчем 6 сентября 2003 года против Греции, завершившимся поражением 0:1. Вызывался последний раз перед товарищеским матчем 28 апреля 2004 года против Туркменистана.

## Достижения
- Чемпион Армении: 2003, 2004
- Обладатель Кубка Армении: 2004